# ORP Grom (destroyer, 1936)
Pour les autres navires du même nom, voir ORP Grom.
L'ORP Grom est un contre-torpilleur polonais de classe Grom (navire de tête de sa classe) ayant participé à la Seconde Guerre mondiale.

## Conception
Le Grom est considéré comme un grand destroyer, semblable aux leaders de flottille. En compagnie de son navire jumeau ORP Błyskawica, il devait épauler les destroyers obsolètes Wicher et Burza dans le rôle de noyau de la marine polonaise dans un éventuel conflit. La Pologne ne disposant que d'un seul grand port maritime, la tâche principale des forces navales polonaises est de sécuriser l'expédition de marchandises à destination et en provenance des pays alliés. Pour cette raison, la classe Grom est conçue pour remplir à la fois le rôle de défense côtière et d'escorte de convoi et est censée être plus puissante que les destroyers ennemis isolés.
L'ORP Grom est un destroyer d'une longueur totale de 114 m (108,8 m longueur entre perpendiculaires, longueur de flottaison 111 m) et d'une largeur maximale de 11,3 m. Son déplacement est de 2 144 t pour un tirant d'eau moyen de 3,3 m. Propulsé par deux turbines Parsons il développe une puissance de 54 000 chevaux et utilise de la vapeur à 26,2 kg/cm2 et à 331 °C en sortie des surchauffeurs. Les deux hélices tripales lui permettent d'atteindre une vitesse de 39,6 nœuds. Son rayon d'action est de 2 000 miles à 15 nœuds (3 573 à 15 nœuds selon d'autres sources). Il emporte 350 tonnes de fioul.
L'armement est composé de sept canons Bofors 34/36 de 120 mm, deux canons doubles Bofors 40 mm et quatre mitrailleuses Hotchkiss de 13,2 mm, en outre, le destroyer est équipé de deux triples tubes lance-torpilles de 550 mm, de deux rampes de mouillage de mines sous-marines et de deux rampes de mouillage de mines sous-marines de type Thornycroft.
L'équipage est constitué de 192 hommes.

## Construction et carrière
Le Grom est commandé au chantier naval britannique J. Samuel White à Cowes, mis sur cale en 1935 et mis en service en 1937.
Le 30 août 1939, les destroyers polonais Błyskawica, Burza et Grom reçoivent l'ordre d'activer le plan Pékin et les navires de guerre se dirigent vers la Grande-Bretagne, d'où ils doivent opérer comme escortes de convoi. Le 1er septembre 1939, les destroyers polonais rencontrent les destroyers britanniques Wanderer et Wallace. Les navires britanniques menent la flottille polonaise à Leith, et dans la nuit les destroyers polonais atteignent Rosyth.
Convoi OA 5: Ce convoi quitta Southend le 15 septembre 1939, escorté par les destroyers britanniques HMS Jackal (Cdr. T.M. Napier, RN) et HMS Janus (Lt.Cdr. J.A.W. Tothill, RN) et l'ORP Grom (Lt.Cdr. A. Hulewicz). Le convoi est dispersé peu avant minuit dans la nuit du 18 au 19 septembre. L'ORP Grom revient à Plymouth le 19 septembre.
Convoi HXF 1: Ce convoi rapide quitta Halifax le 19 septembre 1939.
Les navires suivants faisaient partie du convoi; les britanniques Antonia, Arandora Star, Duchess of Richmond, Orbita et les français Champlain, Colombie, De Grasse.
Au départ d'Halifax, le convoi était escorté par les destroyers NCSM Fraser (Cdr. W.B. Creery, MRC) et NCSM Saguenay (Lt.Cdr. G.R. Miles, MRC). Ils se sont séparés du convoi le 20 septembre.
Le 27 septembre, les destroyers HMS Amazon (Lt.Cdr. N.E.G. Roper, RN) et HMS Juno (Cdr. W.E. Wilson, RN) se sont joints pour escorter le convoi dans les approches occidentales.
Le 28 septembre vers 18H00, le destroyer polonais Grom (Lt.Cdr. A. Hulewicz, ORP) rejoint le convoi.
Le 28 septembre vers 18H30, le HMS Amazon et le HMS Juno se séparent du convoi en emmenant le navire marchand Arandora Star avec eux à Plymouth. Ils arrivèrent à Plymouth très tôt le 29.
Le convoi a continué escorté par l'ORP Grom et arriva à Liverpool le 29 septembre 1939. Les navires français se dirigèrent vers Le Havre.
Convoi OA 8: Ce convoi a quitté Southend le 21 septembre 1939 , bien qu'un certain nombre de navires aient dû se rendre dans des ports de la côte est du Royaume-Uni.
Au départ, le convoi était composé des 23 navires suivants; Alexander Kennedy, Angularity, Barrwhin, Betswood, Bovey Tracey, Brockley Combe, Cerinthus, Cordelia, Fenja, Galway Coast, Gem , Grangetoft, Gripfast, Highwear, Hoperidge, Imperial Transport, Minnie de Larrinaga, Norfolk Coast, Pulborough, Robert F. Hand, The President, Umona et Welsh Rose.
Le convoi était escorté par le destroyer britannique HMS Jackal (Cdr. T.M. Napier, RN) et le polonais Grom (Lt.Cdr. A. Hulewicz).
Le destroyer britannique HMS Janus (Lt.Cdr. J.A.W. Tothill, RN) s'est joint le 22 septembre pour relever l'ORP Grom jusqu'au soir du 24 septembre où le convoi a été dispersé bien qu'un certain nombre de navires aient dû se rendre dans des ports de la côte est du Royaume-Uni.
Le 7 avril 1940 l'ORP Grom a quitté Rosyth le soir pour les opérations de Norvège en suivant le navire amiral HMS Galatea (Capt. B.B. Schofield, RN, battant pavillon du Vice-Amiral G.F.B. Edward-Collins, CB, KCVO, RN), l'HMS Arethusa (Capt. Q.D. Graham, RN) et les destroyers HMS Afridi (Capt. P.L. Vian, RN), HMS Cossack (Cdr. R.St.V. Sherbrooke, RN), HMS Gurkha (Cdr. A.W. Buzzard, RN) , HMS Mohawk (Cdr. J.W.M. Eaton, RN), HMS Sikh (Cdr. J.A. Giffard, RN), HMS Zulu (Cdr. J.S. Crawford), HMS Kashmir (Cdr. H.A. King, RN), HMS Kelvin (Lt.Cdr. JL Machin, RN), ORP Burza (Lt.Cdr. W. Francki), ORP Blyscawica (Lt.Cdr. S.M. Nahorski). Le groupe de navires se dirigea vers une position à l'ouest de Stavanger, puis vers le nord où ils ont rendez-vous avec le Home Fleet. Le 9 avril 1940, les destroyers polonais Burza, Grom et Blyskawica reçurent l'ordre de rejoindre le destroyer britannique HMS Tartar et d'escorter le convoi HN-24 (31 cargos fuyant la Norvège vers l'Angleterre, certains d'entre eux étaient chargés d'or norvégien). Le convoi a atteint la Grande-Bretagne sans aucune perte. Les trois destroyer polonais retournent à Rosyth le 12 avril pour refaire le plein.
Le 19 avril 1940, les destroyers polonais Burza, Grom et Blyskawica quittent Scapa Flow et se dirigent vers Narvik. Lors d'une tempête, le Burza a été endommagé par de hautes vagues et contraint de revenir.
Le 21 avril 1940, Les destroyers polonais Blyskawica et Grom sont entrés dans le VestFjord, au large de Narvik, en Norvège.
Le 24 avril 1940, Un bombardement de la région de Narvik a été effectué par les navires suivants; le cuirassé HMS Warspite (Capt. V.A.C. Crutchley, VC, DSC, RN), les croiseurs légers HMS Aurora (Capt. L.H.K. Hamilton, DSO, RN), HMS Effingham (Capt. J.M. Howson, RN), HMS Enterprise (Capt. J.C. Annesley, DSO, RN) et le destroyer HMS Zulu (Cdr. J.S. Crawford, RN). La protection aérienne de ces navires était assurée par les destroyers HMS Faulknor (Capt. A.F. de Salis, RN), HMS Encounter (Lt.Cdr. E.V.St J. Morgan, RN), HMS Escort (Lt.Cdr. J. Bostock , RN), HMS Foxhound (Lt.Cdr. G.H. Peters, RN), HMS Havock (Cdr. R.E. Courage, RN), HMS Hero (Cdr. H.W. Biggs, RN), HMS Hostile (Cdr. J.P. Wright, RN), ORP Blyscawica (Kmdr.por. (Cdr.) S.M. Nahorski) et ORP Grom (Kmdr.ppor. (Cdr.) A. Hulewicz).
Au cours de ses opérations dans la campagne de Norvège, le Grom se forge une sinistre réputation au yeux des soldats allemands, probablement le plus dérangeant de tous les navires alliés déployés dans la région. Cette haine est fondée sur le fait que le navire s'intéressait vivement à tous les mouvements hostiles à terre et celui-ci passait des heures à rôder sur la côte afin d'harceler les forces allemandes. Le 4 mai 1940, Grom effectue ce qui s’avère être sa dernière de ses nombreuses missions navales d'appui-feu dans la région de Narvik dans le fjord de Rombaken. Il est attaqué par un bombardier Heinkel He 111 de la Kampfgeschwader 100 (piloté par le lieutenant Korthals) et est touché par deux bombes. Le navire sombre peu après à la suite d'une explosion interne. Les 147 survivants du destroyer polonais dont le commandant ont été embarqués par le HMS Faulknor (Capt. A.F. de Salis, RN) et le HMS Bedouin (Cdr. J.A. McCoy, DSO, RN). Ils ont rejoint plus tard le même jour l'ORP Burza (Kmdr.ppor. (Cdr.) W.R. Francki).
L'épave du Grom est découverte le 6 octobre 1986 lorsqu'elle fut explorée pour la première fois par des plongeurs.

## Commandants successifs
- Lieutenant-commandant Stanisław Hryniewiecki : 25 janvier 1937 - 20 juin 1938
- Commandant Aleksander Hulewicz : 13 mars ou 20 juin 1938 - 4 mai 1940